# 明治17年板垣退助暗殺未遂事件
明治17年板垣退助暗殺未遂事件（めいじ17ねんいたがきたいすけあんさつみすいじけん）とは、1884年（明治17年）に明治の元勲・板垣退助暗殺を謀った刺客が東京府芝区金杉川口町24番地（現・東京都港区芝1丁目附近）の板垣邸内に侵入し、鋭利な日本刀を用いて凶行におよんだ事件。寝室に同衾していた荒木絹子（のちの第4夫人）の機転と板垣の反撃によって未遂に終わった。

## 概略

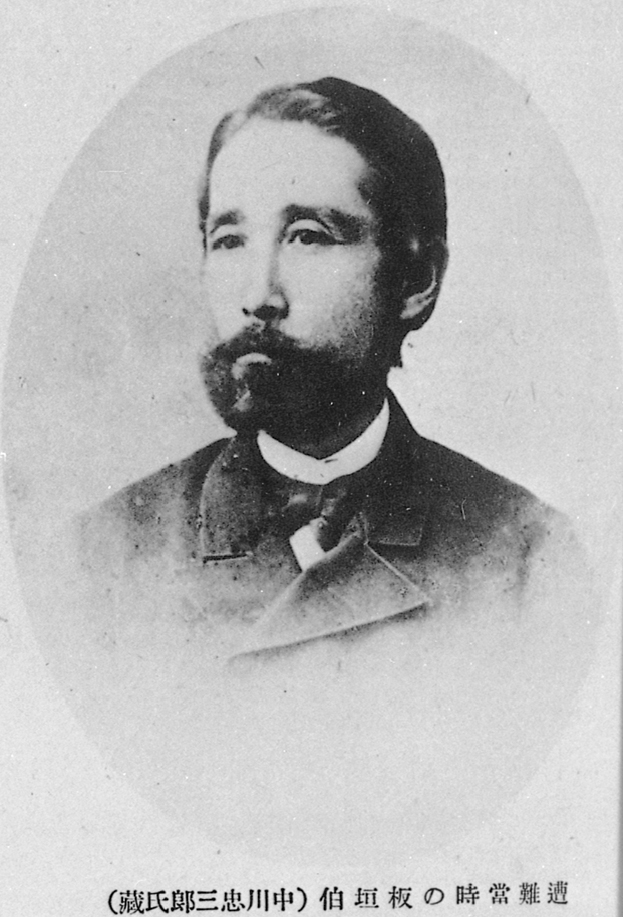
板垣退助（1883年頃撮影）
渡欧中のパリで髭を生やし始めた

2年前の1882年（明治15年）4月6日に起きた板垣暗殺未遂事件（板垣退助岐阜遭難事件）と区別して「明治17年板垣退助暗殺未遂事件」と呼ばれる。この事件は襲撃側からは「板垣退助芝金杉邸襲撃事件」、被害に遭った板垣側からは「板垣退助芝金杉邸遭難事件」とも呼ばれた。この事件の後にも、板垣を狙った暗殺未遂事件は幾度も起きている。

## 事件の背景
板垣退助の国会開設運動を熱狂的に支持する人々がいた反面、これに反対する人々も一定数存在した。1882年（明治15年）4月6日、旧尾張藩士族・相原尚褧が岐阜の神道中教院門前で板垣退助の暗殺を謀り凶行におよぶと、反対派は心密かに共感したがその事件において板垣自身の口から発せられた「吾死すとも自由は滅びず」の言葉は、新聞報道によって「板垣死すとも自由は死せず」として一躍著名となり、犯人の思惑に反して国会開設運動を活発化させる原因となった。
この事件時における板垣の発言の趣意は「私（板垣）一人を殺しても自由党の主張を封殺することは出来ない」とするものであった。板垣は「自由党」を指して「自由は…」という発言をしたものであり世の中の自由全般に対しての発言ではないが、自由党設立の精神として、「自由主義の拡充」を謳っているため、「自由主義」を推進しようとしている「自由党」を滅ぼそうとする活動は結局のところ世の中全般の「自由」を滅ぼそうとする活動であるとも解釈可能な言葉であった。
世間も板垣を「自由」を守る闘士の如く受け止め自由民権運動が注目を浴びることとなった。もっとも板垣自身は明治15年の事件以前から「死に変えても自由を守ることを皆に誓う」などの同種の発言をしている。
板垣の活動に批判的な態度であった岐阜県令・小崎利準も明治天皇の勅使が参向して板垣を見舞ったことで、天皇の意思も板垣と同じであることを知り考えを改めた一人である。これらによって自由党の党勢が拡大する結果となったが、一方でこれを蛇蝎の如く嫌う反社会勢力は板垣の行動に憎悪を募らせ行動を監視し暗殺の機会を伺った。岐阜遭難時に7箇所の傷を負いながらも、若年期に竹内流小具足組み討ち術を会得していた板垣は、巧みに致命傷を外し、深傷を負うことはなかった。この年の末、板垣は傷の癒えるのを待って、後藤象二郎とともに国会開設に向けてヨーロッパへ視察旅行に出かけた。

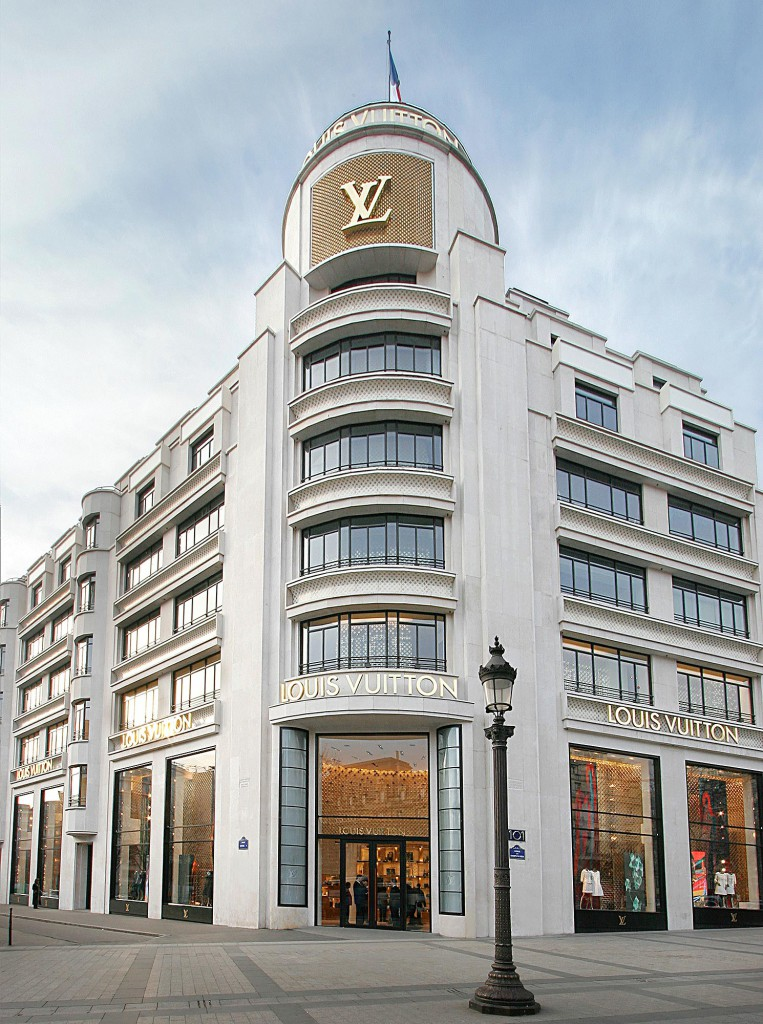
パリのルイ・ヴィトン本店

これは国内での反対派勢力から距離をおき、模倣犯らの発生を抑え、事件を沈静化させる意味もあったとされる。また、この洋行は政府からの資金によるものではないかという話が当時から持ち上がり、自由党内でも内紛を引き起こした。しかし、この時板垣が洋行を決断しなければ板垣がルイ・ヴィトンのトランクを買うことが出来なかったであろうことも事実であり、歴史的評価は多角的な視点から成さねばならない。
板垣は1885年（明治16年）1月9日、欧州視察中に滞在したフランス・パリのルイ・ヴィトン本社で鞄を購入。これはパリ本社に残る購入台帳からシリアル番号7720が照合可能で、かつ実物が確認できる日本人購入者として最古の部類に属する。板垣はこのパリ滞在中に初めて髭を蓄え初めた。この年に帰国後、東京、奈良、大阪を経て、高知に帰郷すると板垣は大歓迎を受け円山台で大宴会が催された。しかし、これらの熱狂的な板垣人気が高まると、反対派勢力は一層憎悪を募らせ、逆怨みの感情を増幅させた。

## 暗殺未遂事件

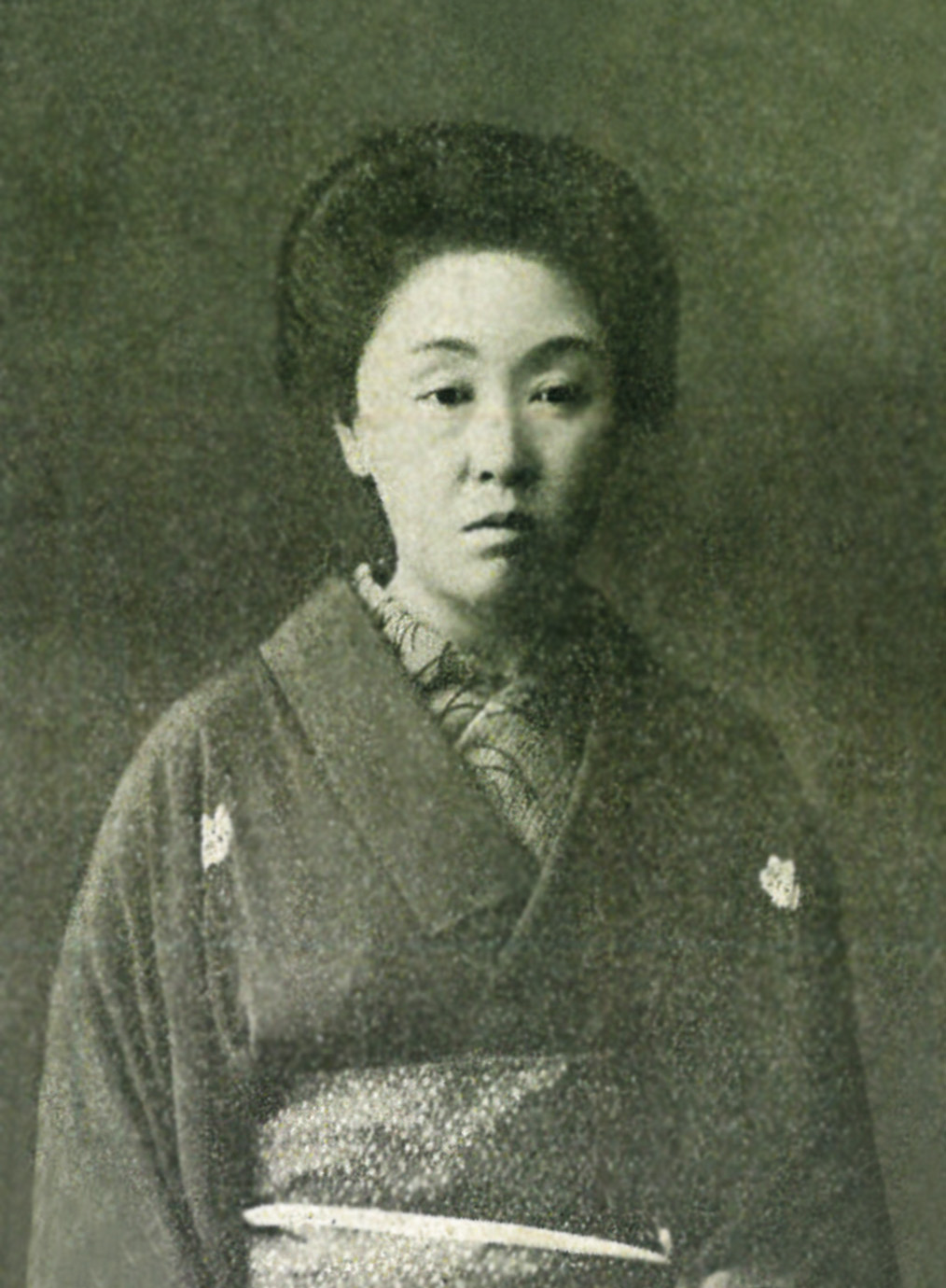
板垣絹子（1915年撮影）

1884年（明治17年）、板垣は高知県土佐郡潮江村新田1番地（現・高知市萩町2丁目2番地附近）の本邸に正室・鈴子を残し、夫人に子供たちの養育を任せ、自身は東京で執務を行うため、5月13日、東京府芝区金杉川口町24番地に居を構えた。1882年（明治15年）に岐阜で板垣暗殺未遂事件（岐阜遭難事件）が起きたばかりであったので、板垣は護衛役として中西幸猪と山内一正の二人を常に扈従させている。中西は赤坂喰違の変で岩倉具視の暗殺を試みた中西茂樹の実弟にあたり、武道の心得のある者であった。
山内一正は板垣の遠祖・山内刑部（永原一照）の直系子孫で、江戸時代を通じて永らく親戚関係にあった最も心の許せる者であり、板垣家の執事を務めていた。そのため、この二人は板垣と起居を伴にし、芝金杉川口町の東京邸に同居した。東京邸では板垣は側室・絹子（正室・鈴子の歿後に正室となる）と同居し、廃刀令後であったが、旧藩時代からの愛刀（二尺三寸）を邸内では常に傍らに置いて離さなかった。板垣の居室は中二階で、すぐ下の部屋は盆栽が置かれた襖間となっていた。
東京邸に居住してしばらく後、留守中に凶賊が邸内に侵入し、襖間に潜伏して板垣の帰宅を待ち、板垣が就寝したころを見計らって、階下より鋭刀で凶行におよんだ。
賊は目算を誤り刺した場所は、側室・絹子の寝ている部分であったため、絹子の右股を傷つけた。しかし、階下からは天井板の隙間、畳の隙間、布団を貫かねば刺すことは容易ではなく、再び賊が刺した刀が一寸強（約4cm）ほど畳から露出したのを見て、板垣は愛刀を抜刀し、階下に降りて賊に反撃した。絹子の声に飛び起きた中西、山内はこの賊を捕えようと追いかけ一度見失うが、ほどなく警官がこの賊を逮捕している（板垣退助芝金杉邸暗殺未遂事件）。
取調に対してこの賊は一週間以上も邸内に潜伏し、板垣の行動様式を観察し、また板垣と来客との密談も諜報していたことが判明している。

## 襲撃者の処分とその後
板垣退助が岐阜で暗殺未遂に遭ったことにより、かえって板垣は名声を得ることになるが、反対派勢力はこれを妬んで凶行におよんだ。犯人は逮捕されたもの首謀者に関しては口を割ることはなかった。幸い板垣本人に負傷はなく、側室・絹子も軽傷であったため、刺客は家宅侵入等の微罪で服役し釈放された。この事件の7年後には板垣が東京神田で演説中に命を狙われた「明治24年板垣退助暗殺未遂事件」、さらにその翌年は神戸三ノ宮で拳銃による「明治25年板垣退助暗殺未遂事件」が起きている。